# Анихимовский, Сигизмунд Болеславович
Сигизмунд Болеславович Анихимовский (пол. Zygmunt Anichimowski; 25 сентября 1899, Вязьма — 26 июня 1965, Ростов-на-Дону) — советский военачальник, генерал-майор танковых войск СССР, бригадный генерал Войска Польского.

## Биография

### Начало службы
Родился 25 сентября 1899 года в городе Вязьма (Вяземский уезд Смоленской губернии, ныне Смоленская область). Поляк. Окончил двухклассное Барановичское приходское училище (1910). 5 декабря 1917 года вступил в Красную гвардию, командовал взводом 2-й Вяземской батареи 20-й стрелковой дивизии 1-й армии Восточного фронта.

### Межвоенные годы
Член РКП(б) с 1918 года. С апреля 1920 года Анихимовский был курсантом Школы красных командиров комсостава РККА, окончив два курса. С июля 1923 года — командир взвода 8-го гаубичного артиллерийского дивизиона 8-й стрелковой дивизии 5-го стрелкового корпуса, с октября 1924 года — начальник разведки 2-й гаубичной батареи в той же дивизии, с апреля 1925 года — командир учебной батареи 8-го артиллерийского полка. С октября 1927 по 1928 годы — слушатель КУОС артиллерии РККА.
С августа 1928 года — командир 3-го артиллерийского дивизиона 8-го артиллерийского полка, с августа 1931 года — командир учебного артиллерийского дивизиона 5-й артиллерийской бригады. С 22 апреля 1932 по 1936 годы — слушатель основного факультета военной академии имени М. В. Фрунзе. Приказом НКО № 01714/п от 30 декабря 1935 произведён в майоры, приказом НКО № 00448 от 13 мая 1936 года назначен начальником 1-го отдела АБТО Приволжского военного округа. С мая 1937 года — временно исполняющий должность начальника АБТО Приволжского военного округа.
21 декабря 1937 года особый отдел НКВД Приволжского военного округа арестовал Анихимовского по обвинению в преступлении, предусмотренном пунктом «б» части 1 и части 11 58-й статьи УК РСФСР: «Измена со стороны военного персонала» и «Организационная деятельность, направленная к подготовке или совершению […] контрреволюционных преступлений». Анихимовский содержался во внутренней тюрьме Комсомольского ГО УНКВД. 5 февраля 1940 года особым совещанием НКВД СССР приговорён к 3 годам исправительно-трудовых лагерей.

### Великая Отечественная война
В августе 1941 года Анихимовский был назначен преподавателем тактики в Чкаловском ТУ, с февраля 1942 года — начальник тактического цикла, с апреля 1942 года — начальник учебного отдела и подполковник (Приказ НКО № 02850 от 11 апреля 1942). 29 января 1943 года назначен начальником тактического цикла в Камышинском ТУ. 24 мая 1944 года приказом НКО № 0176 направлен в армию и назначен начальником штаба 25-го танкового корпуса (до этого был начальником оперативного отдела). Вместе с корпусом участвовал в освобождении Западной Украины и выходе на территорию оккупированной Польши. 3 августа 1944 года приказом НКО № 0263 произведён в полковники. 11 сентября 1944 года назначен начальником штаба Бронетанковых и моторизованных войск Войска Польского. 30 декабря 1944 года произведён в генералы бригады Войска Польского. Участник боёв на территории Германии в 1945 году.

### После войны
11 июля 1945 года Сигизмунд Болеславович Анихимовский согласно Постановлению СНК № 1683 получил звание генерал-майора танковых войск. 12 июля вернулся в СССР. С 23 ноября 1945 года стал исполняющим обязанности заместителя командира Бронетанковых и моторизованных войск и начальником штаба Казанского военного округа. С 29 марта 1946 года — начальник штаба 26-й механизированной дивизии. 8 марта 1947 года освобождён с занимаемой должности по несоответствию, с 15 августа 1947 года был заместителем командира 67-й стрелковой дивизии 31-го стрелкового корпуса. Уволен в запас приказом МВС № 01926 от 13 декабря 1949 года по статье 43а.
Скончался 26 июня 1965 года в Ростове-на-Дону. Решением военного трибунала Приволжского Военного округа от 14 июля 1967 года посмертно реабилитирован. Похоронен на Братском кладбище Ростова-на-Дону.

## Награды
- два Ордена Красного Знамени (31 января 1944, 1944)[1]
- Орден Отечественной войны I степени (20 сентября 1944)[1]
- Орден «Крест Грюнвальда» III степени (11 мая 1945) — решение Президиума Государственного народного совета от 11 мая 1945 года «за героические усилия и действия, проявленные в борьбе с немецкими захватчиками»[7][8]

## Память
- На могиле установлен надгробный памятник на Братском кладбище Ростова-на-Дону.
- Имя воина увековечено в Главном Храме Вооружённых сил России, и навсегда запечатлено на мемориале «Дорога памяти» [9]